# Candolleomyces
Candolleomyces is een geslacht van schimmels behorend tot de familie Psathyrellaceae. 

## Taxonomie
Het geslacht Candolleomyces werd in 2020 gecreëerd door de Duitse mycologen Dieter Wächter & Andreas Melzer toen de familie Psathyrellaceae werd onderverdeeld op basis van fylogenetische analyse. Veel soorten van het geslacht Psathyrella werden opnieuw geclassificeerd als Candolleomyces.
De typesoort Candolleomyces candolleanus werd voorheen geclassificeerd als Psathyrella candolleana.

## Soorten
Volgens Index Fungorum telt het geslacht in totaal 29 soorten (peildatum maart 2024):
| Soortnaam                                      | Auteur(s)                                                                                               | Publicatiejaar |
| ---------------------------------------------- | --- | -------------- |
| Candolleomyces aberdarensis                    | (A. Melzer, Kimani & R. Ullrich) D. Wächt. & A. Melzer                                                  | 2020           |
| Candolleomyces albipes                         | (Murrill) D. Wächt. & A. Melzer                                                                         | 2020           |
| Candolleomyces albovagabundus                  | Kun L. Yang, Jia Y. Lin & Zhu L. Yang                                                                   | 2023           |
| Candolleomyces badhyzensis                     | (Kalamees) D. Wächt. & A. Melzer                                                                        | 2020           |
| Candolleomyces badiophyllus                    | (Romagn.) D. Wächt. & A. Melzer                                                                         | 2020           |
| Candolleomyces bivelatus                       | (Contu) D. Wächt. & A. Melzer                                                                           | 2020           |
| Candolleomyces brunneovagabundus               | Kun L. Yang, Jia Y. Lin & Zhu L. Yang                                                                   | 2023           |
| Candolleomyces cacao                           | (Desjardin & B.A. Perry) D. Wächt. & A. Melzer                                                          | 2020           |
| Candolleomyces caespitosus                     | (Murrill) D. Wächt. & A. Melzer                                                                         | 2020           |
| Candolleomyces candolleanus (Bleke franjehoed) | (Fr.) D. Wächt. & A. Melzer                                                                             | 2020           |
| Candolleomyces cladii-marisci                  | (Sicoli, N.G. Passal., De Giuseppe, Palermo, Pellegrino, D. Deschuyteneer & Voto) N.G. Passal. & Sicoli | 2023           |
| Candolleomyces efflorescens                    | (Sacc.) D. Wächt. & A. Melzer                                                                           | 2020           |
| Candolleomyces fimicola                        | (Atri, M. Kaur & Amand. Kaur) D. Wächt. & A. Melzer                                                     | 2020           |
| Candolleomyces floccosus                       | (Earle) D. Wächt. & A. Melzer                                                                           | 2020           |
| Candolleomyces graminus                        | (Kalamees) D. Wächt. & A. Melzer                                                                        | 2020           |
| Candolleomyces halophilus                      | (Esteve-Rav. & Enderle) D. Wächt. & A. Melzer                                                           | 2020           |
| Candolleomyces leucotephrus                    | (Berk. & Broome) D. Wächt. & A. Melzer                                                                  | 2020           |
| Candolleomyces luteopallidus                   | (A.H. Sm.) D. Wächt. & A. Melzer                                                                        | 2020           |
| Candolleomyces paecilospermus                  | (Pacioni) D. Wächt. & A. Melzer                                                                         | 2020           |
| Candolleomyces pseudocandolleanus              | (A.H. Sm.) D. Wächt. & A. Melzer                                                                        | 2020           |
| Candolleomyces ruhunensis                      | A.N. Ediriweera, Voto, Karun. & Kumla                                                                   | 2023           |
| Candolleomyces rupchandii                      | (A.H. Sm.) D. Wächt. & A. Melzer                                                                        | 2020           |
| Candolleomyces secotioides                     | (G. Moreno, Heykoop, Esqueda & Olariaga) D. Wächt. & A. Melzer                                          | 2020           |
| Candolleomyces singeri                         | (A.H. Sm.) D. Wächt. & A. Melzer                                                                        | 2020           |
| Candolleomyces subsingeri                      | (T. Bau & J.Q. Yan) D. Wächt. & A. Melzer                                                               | 2020           |
| Candolleomyces sulcatotuberculosus             | (J. Favre) D. Wächt. & A. Melzer                                                                        | 2020           |
| Candolleomyces trinitatensis                   | (R.E.D. Baker & W.T. Dale) D. Wächt. & A. Melzer                                                        | 2020           |
| Candolleomyces tuberculatus                    | (Pat.) D. Wächt. & A. Melzer                                                                            | 2020           |
| Candolleomyces typhae                          | (Kalchbr.) D. Wächt. & A. Melzer                                                                        | 2020           |